# Bergbau in der Pfalz
Erzbergbau in der Pfalz ist nachgewiesen von römischer Zeit (1. und 2. Jahrhundert n. Chr.) bis in die 1940er-Jahre. Er ging vornehmlich auf Kupfer-, Eisen-, Blei- und Quecksilber-Erze. Kohle-Abbau fand nur im sehr geringem Umfang statt, Bergbau auf Tone hat überregionale Bedeutung und wird weiterhin aktiv betrieben. Insgesamt hatte der Erzbergbau aufgrund geringer Erzvorkommen nur lokale Bedeutung, eine Ausnahme waren die reichen Quecksilbererz-Funde ab dem 18. Jahrhundert, die intensiv überregional gehandelt wurden.

## Eisenerze
Erzabbau und Verhüttung begannen gesichert in römischer Zeit, wahrscheinlich aber bereits deutlich früher. Es gibt keine Regionen mit verstärkter Erzkonzentration, Eisenerzvorkommen verteilen sich relativ weitflächig über die Pfalz. Das Vorkommen von Raseneisenerzen, beispielsweise bei Kaiserslautern, begünstigte frühe Eisengewinnung mit äußerst geringem technischen Aufwand beim Schürfen.
Bei Imsbach wurde gleichfalls zumindest seit römischer Zeit zuerst Raseneisenerz abgebaut, dann auch mit ersten Schächten in Tiefen von typischerweise bis zu maximal 10 m vorgedrungen.
Ab dem 14. oder 15. Jahrhundert wurde der Abbau technisch anspruchsvoller, erste Grubenbaue mit Schächten und Stollen entstanden. Eine der letzten Eisenerzbergwerke war die Grube Maria in Imsbach, die ab 1904 aufgefahren und in den 1940er-Jahren bereits wieder stillgelegt werden musste, da die Rentabilität zu gering war. Diese Grube ist heute Besucherbergwerk.

## Kupfererze
Der Abbau auf Kupfer ging nur auf wenigen eng eingegrenzten Regionen um. Die Anfänge reichen auch hierbei in römische Zeiten (für Göllheim gesichert, für Imsbach vermutet).
Aus dem 9. Jahrhundert sind Schürfungen auf Kupfer durch die Abtei Prüm (Eifel) bei Imsbach bezeugt, die sich aus einem anfänglichen Tagebau in eine Mischform aus Tagebau und Grubenbauen mit ersten kurzen Stollen und Schächten entwickelte. Die Katharina genannten Gruben wurden noch bis etwa 1600 unter wechselnden Eigentümern ausgebeutet.
Ab dem Beginn des Dreißigjährigen Krieges im frühen 17. Jahrhundert kam der Kupferbergbau rasch und komplett zum Erliegen und erholte sich auch nicht in den nächsten 100 Jahren. Erst ab dem frühen 18. Jahrhundert wurden alte Gruben wieder geöffnet und neue abgeteuft, allerdings nur im Revier Imsbach. Andere Regionen in der Pfalz betrieben keinen nennenswerten Kupferbergbau mehr.
Im geringen Umfang wurden neben den Kupfererzen auch zeitweise begleitende Erze abgebaut, so wurden in Imsbach, Ebernburg und Wattenheim auch Silbererze im sehr geringem Umfang abgebaut, in Imsbach zudem im späten 19. und frühem 20. Jahrhundert Kobalterze.

## Bleierze
Verwertbare Bleierze gab es nur im sehr geringem Umfang, bekannt gewordener Abbau fand nur kurzzeitig im 15. Jahrhundert bei Obermoschel und im 16. Jahrhundert in der Südpfalz statt. Die Erzvorkommen waren jedoch zu gering und der Abbau nicht rentabel.

## Silbererze
Ausschließlich auf Silberabbau spezialisierte Gewerke oder Schürfungen sind nur in sehr geringem Umfang überliefert, da die bekannten Vorkommen minimal waren. Für den Stahlberg lassen sich eng lokalisierte Abbaubestrebungen für Ende des 13. Jahrhunderts belegen. Bei anderen Bergbauunternehmungen fielen Silbererze in geringen Mengen an.

## Quecksilbererze
Ab der zweiten Hälfte des 15. Jahrhunderts wurden in der nördlichen und der nordwestlichen Pfalz umfangreichere Vorkommen an Quecksilbererzen erschlossen. Einen ersten Höhepunkt der Erzförderung gab es in der Zeit 1760 bis 1790, es setzte ein regelrechter Boom auf die Erzgewinnung ein. Der Handel wurde schnell überregional geführt und die Quecksilber-Gruben der Pfalz waren zeitweilig marktführend in Deutschland. Besonders ergiebig war der Abbau am Potzberg, am Lemberg und bei Obermoschel. Diese intensive Abbauphase endete in der Mitte des 19. Jahrhunderts und konnte auch durch einige erneute Versuche und Prospektionen bis in die 1940er-Jahre hinein, nie wiederbelebt werden, da die Gewinnungskosten deutlich über den Marktpreisen lagen, der Abbau war nicht mehr rentabel.

## Tone
Im Eisenberger Becken existiert seit dem 19. Jahrhundert ein Bergbauzentrum für Tone, bis zu 129 Gruben (um 1890) betrieben unter- und übertägigen Abbau, der auch heutzutage noch aktiv ist und überregionale Bedeutung hat. Es werden neben Klebsand vor allem folgende Tonsorten abgebaut: Grüner Ton (Verwendung: hochfeuerfeste Erzeugnisse, z. B. für Stahlwerke, Schamotte), Gelber Ton (Verwendung: Isolierung, Abdichtung Schächte), Blauer Ton (Verwendung: Erzeugnisse mit hoher Druckfeuerbeständigkeit, beispielsweise Schmelztiegel und Schleifscheiben), Grauer Ton (Verwendung: säure- und laugenbeständige Erzeugnisse) und Brauner Ton (Verwendung: Steinzeug, Brennkapseln u. a.).

## Bergbautechnik
Bis in das Mittelalter wurde Tagebau oder reiner Stollenbau betrieben, der Abbau geschah durch Schlägel und Eisen in äußerst mühevoller und zeitraubender Handarbeit, pro Arbeitstag konnte nur ein Vortrieb von zwei bis sieben Zentimetern, abhängig von der Gesteinshärte, realisiert werden. Dies bedeutet für einen 100 m langen Stollen eine Bauzeit von 4 bis 14 Jahren. Erschwert wurde der Abbau auch durch die ausschließliche Vergabe von Kleinlehen, die typischerweise kleiner als 200 m2 waren, sodass mittlere oder größere Strukturen nicht entstehen konnten. Erst ab dem 16. Jahrhundert sind größere Grubenfelder bekannt, die sogenannten Fundgruben durften auf Flächen in der Größenordnung 1000 m2 schürfen. Ab dem 18. Jahrhundert wurden die Grubenfelder erneut vergrößert, sodass Felder von 200 m mal 400 m und auch Vielfache davon verliehen wurden.
Der Gebrauch des Feuersetzens kann spätestens ab dem frühen 18. Jahrhundert vorausgesetzt werden, direkte Nachweise fehlen aber. Ab etwa 1720 wurde auch erstmals Vortrieb durch den Gebrauch von Sprengstoff eingesetzt, systematisch wurde dieser jedoch erst im 19. Jahrhundert genutzt.

## Bergwerke
Siehe Hauptartikel: Liste von Bergwerken in der Pfalz